# Associazione Calcio Campobasso 2000-2001
Questa pagina raccoglie le informazioni riguardanti l'Associazione Calcio Campobasso nelle competizioni ufficiali della stagione 2000-2001.

## Rosa
| N. |                   | Ruolo | Calciatore          |
| -- | ----------------- | ----- | ------------------- |
|    | Italia (bandiera) | C     | Ugo Aquino          |
|    | Italia (bandiera) | A     | Luigi Artiaco       |
|    | Italia (bandiera) | A     | Carmelo Augliera    |
|    | Italia (bandiera) | C     | Fabio Bello         |
|    | Italia (bandiera) | C     | Antonino Cinolauro  |
|    | Italia (bandiera) | D     | Marcello Corrazzini |
|    | Italia (bandiera) | A     | Giorgio Corona      |
|    | Italia (bandiera) | C     | Antonio Corradino   |
|    | Italia (bandiera) | P     | Simone Deliperi     |
|    | Italia (bandiera) | C     | Bruno Di Napoli     |
|    | Italia (bandiera) | P     | Francesco Gnudi     |
|    | Italia (bandiera) | P     | Andrea Foresti      |
|    | Italia (bandiera) | C     | Marco Lo Pinto (I)  |
|    | Italia (bandiera) | D     | Michele Marzini     |

| N. |                   | Ruolo | Calciatore          |
| -- | ----------------- | ----- | ------------------- |
|    | Italia (bandiera) | D     | Antonio Minadeo     |
|    | Italia (bandiera) | C     | Carmine Minauda     |
|    | Italia (bandiera) | D     | Luca Monari         |
|    | Italia (bandiera) | D     | Vincenzo Moretti    |
|    | Italia (bandiera) | P     | Vincenzo Nunziata   |
|    | Italia (bandiera) | D     | Giuseppe Occhipinti |
|    | Italia (bandiera) | A     | Roberto Pasca       |
|    | Italia (bandiera) | D     | Walter Piccioni     |
|    | Italia (bandiera) | A     | Gianluca Polverino  |
|    | Italia (bandiera) | C     | Salvatore Praino    |
|    | Italia (bandiera) | A     | Matteo Righi        |
|    | Italia (bandiera) | A     | Salvatore Sibilli   |
|    | Italia (bandiera) | A     | Gianluca Soragna    |

## Risultati

### Serie C2

#### Girone d'andata
| Arbitro: | Bergonzi (Genova) |

|                                           |           |                                  |
| Righi 42’, 45+3’ (rig.) Corona 69’ (rig.) | Marcatori | 9’ Conte 35’, 78’ (rig.) Vadacca |

| Arbitro: | Banti (Livorno) |

|           |           |            |
| Nassi 20’ | Marcatori | 55’ Corona |

| Arbitro: | Angrisani (Nocera Inferiore) |

|           |           |                |
| Righi 32’ | Marcatori | 30’ Scichilone |

| Arbitro: | Rocchi (Orvieto) |

|                          |           |                               |
| De Luca 7’ Cazzarò 45+3’ | Marcatori | 20’ Corazzini 23’, 29’ Corona |

| Arbitro: | Valensin (Milano) |

|                      |           |  |
| Bello 42’ Corona 61’ | Marcatori |  |

| Arbitro: | Nicoletti (Macerata) |

|  |           |             |
|  | Marcatori | 45’ Minadeo |

| Arbitro: | Ioseffi (Siena) |

|                   |           |  |
| Corona 84’ (rig.) | Marcatori |  |

| Arbitro: | Palanca (Roma) |

|            |           |  |
| Riganò 81’ | Marcatori |  |

| Arbitro: | Lombardi (Lanciano) |

|             |           |               |
| Minadeo 66’ | Marcatori | 86’ Di Corcia |

| Arbitro: | Ciampi (Pisa) |

|                                                    |           |           |
| 34’ (rig.) Vantaggiato Ghirardelli 56’ Baratto 62’ | Marcatori | 70’ Bello |

| Arbitro: | Ardito (Bari) |

|  |           |                       |
|  | Marcatori | 9’ Lo Pinto 89’ Righi |

| Arbitro: | Banti (Livorno) |

|                            |           |                |
| Moretti 19’ Piccioni 90+2’ | Marcatori | 74’ De Carolis |

| Arbitro: | Angrisani (Salerno) |

|                      |           |                       |
| Campanile 30’ (rig.) | Marcatori | 44’ Minadeo 59’ Righi |

| Arbitro: | Sacco (Civitavecchia) |

|                               |           |                         |
| Righi 9’, 19’ Corona 36’, 45’ | Marcatori | 46’ Criniti 80’ Tortora |

| Arbitro: | Cenni (Imola) |

|               |           |                               |
| Bertolone 87’ | Marcatori | 60’ Minadeo 85’, 90+4’ Corona |

| Arbitro: | Rossi (Rimini) |

|                                        |           |                |
| Monari 19’ Corona 54’, 70’ Moretti 80’ | Marcatori | 40’ Insanguine |

| Pozzuoli 7 gennaio 2001 17ª giornata | Puteolana           | 0 – 0 referto | Campobasso | Stadio Domenico Conte (4 500 spett.)\| Arbitro: \| De Marco (Chiavari) \| |
| Arbitro:                             | De Marco (Chiavari) |               |            |                                                                           |

#### Girone di ritorno
| Arbitro: | Mazzoleni (Bergamo) |

|              |           |              |
| Del Core 55’ | Marcatori | 29’ Piccioni |

| Arbitro: | Ferraro (Crotone) |

|                       |           |             |
| Righi 49’ Marzini 79’ | Marcatori | 4’ Procopio |

| Arbitro: | Carlucci (Barletta) |

|  |           |                                          |
|  | Marcatori | 22’ Monari 53’ (aut.) Cataldi 61’ Corona |

| Arbitro: | Mazzoleni (Bergamo) |

|  |           |          |
|  | Marcatori | 55’ Cosa |

| Arbitro: | Zenere (Schio) |

|                               |           |  |
| Molino 23’ (rig.) Marsich 67’ | Marcatori |  |

| Arbitro: | Benedetti (Vicenza) |

|              |           |              |
| Piccioni 51’ | Marcatori | 81’ Garofalo |

| Arbitro: | Giannoccaro (Lecce) |

|                |           |  |
| Cetronio 90+2’ | Marcatori |  |

| Arbitro: | Ambrosino (Torre del Greco) |

|            |           |  |
| Corona 73’ | Marcatori |  |

| Arbitro: | Belotti (Bergamo) |

|            |           |  |
| Lugnan 35’ | Marcatori |  |

| Arbitro: | Giammillaro (Messina) |

|              |           |  |
| Piccioni 18’ | Marcatori |  |

| Arbitro: | Rizzoli (Bologna) |

|                                                   |           |                 |
| Corona 30’ Lo Pinto 38’ Marzini 56’ Corradino 81’ | Marcatori | 45’ Balestrieri |

| Arbitro: | Ferraro (Crotone) |

|  |           |            |
|  | Marcatori | 88’ Praino |

| Arbitro: | Cruciani (Pesaro) |

|  |           |             |
|  | Marcatori | 15’ Mortari |

| Arbitro: | Cenni (Imola) |

|                       |           |                     |
| Tasca 55’ Tortora 80’ | Marcatori | 9’ (aut.) Calvaresi |

| Arbitro: | Nicoletti (Macerata) |

|                             |           |                 |
| Moretti 65’ Corazzini 90+4’ | Marcatori | 45+2’ Dell'Orzo |

| Arbitro: | Tonoloni (Milano) |

|                              |           |  |
| Insanguine 47’ Facciotto 60’ | Marcatori |  |

| Arbitro: | Ferrari (Roma) |

|             |           |  |
| Soragna 67’ | Marcatori |  |

### Playoff
| Sora 26 maggio 2001 Semifinale-Andata | Sora               | 0 – 0 referto | Campobasso | Stadio Claudio Tomei (5 000 spett.)\| Arbitro: \| Ponzalli (Firenze) \| |
| Arbitro:                              | Ponzalli (Firenze) |               |            |                                                                         |

| Arbitro: | Bergonzi (Genova) |

|  |           |                      |
|  | Marcatori | 74’ (rig.) Campanile |

### Coppa Italia Serie C

#### Fase eliminatoria a gironi
| Arbitro: | Di Renzo (Ostia) |

|                        |           |  |
| Corona 48’ Moretti 83’ | Marcatori |  |

| 20 agosto 2000 2ª giornata |  | – Il Campobasso riposa |  |  |

| Arbitro: | Ferrari (Roma) |

|             |           |                           |
| Artiaco 75’ | Marcatori | 38’ Bello 57’ Balestrieri |

| Arbitro: | Evangelista (Avellino) |

|              |           |  |
| Lo Pinto 33’ | Marcatori |  |

| Arbitro: | Carlucci (Molfetta) |

|                          |           |           |
| De Angelis 66’ Aruta 82’ | Marcatori | 35’ Righi |

#### Sedicesimi di finale
| Squadra 1  | Totale | Squadra 2 | Andata | Ritorno     |
| ---------- | ------ | --------- | ------ | ----------- |
| Campobasso | 1 - 2  | Palermo   | 0 - 1  | 1 - 1 (dts) |

| Arbitro: | Ambrosino (Torre del Greco) |

|  |           |                |
|  | Marcatori | 45+1’ Belmonte |

| Arbitro: | Santucci (Reggio Calabria) |

|                  |           |            |
| Di Vincenzo 117’ | Marcatori | 74’ Corona |